# Semaforo di Forte Spuria
Il Forte Spuria, o Semaforo di Forte Spuria, situato nella zona di Granatari a Messina a 98 metri sopra il livello del mare, ed è inserito generalmente tra i forti umbertini, in quanto edificato nello stesso periodo. Tuttavia, non è un vero e proprio forte, ma un semaforo marittimo, il cui compito era quello il segnalamento per il controllo dell’imboccatura nord dello Stretto. La struttura sorge sui resti del forte degli inglese, di cui sono ancora visibili le fondazioni risalenti al 1806-1815.

## Descrizione
Il Forte Spuria si suddivide su due piani: il primo è collegato esternamente tramite una scala ed è caratterizzato da una pianta circolare con finestre continue. Questo piano ospitava il locale di tipo diottrico, mentre il piano superiore era destinato al locale di "scoperta", utilizzato per l'osservazione.
Inoltre, come detto in precedenza, il forte viene inserito insieme alle strutture umbertine anche se non "rispetta" i canoni che hanno questi edifici, ovvero le strutture classiche di un forte/batteria del epoca. Per i materiali, invece di essere principalmente pietra sedimentaria e mattoni pieni, dove i mattoni sono rimasti, la strutturata portante di roccia e calcestruzzo è stata sostituita con delle più moderne barre tondino di acciaio.
Va sottolineato che non esiste un vero e proprio canone architettonico o artistico per i forti umbertini. Il loro nome deriva dal re Umberto I, che regnava durante il periodo della loro costruzione.

## Storia

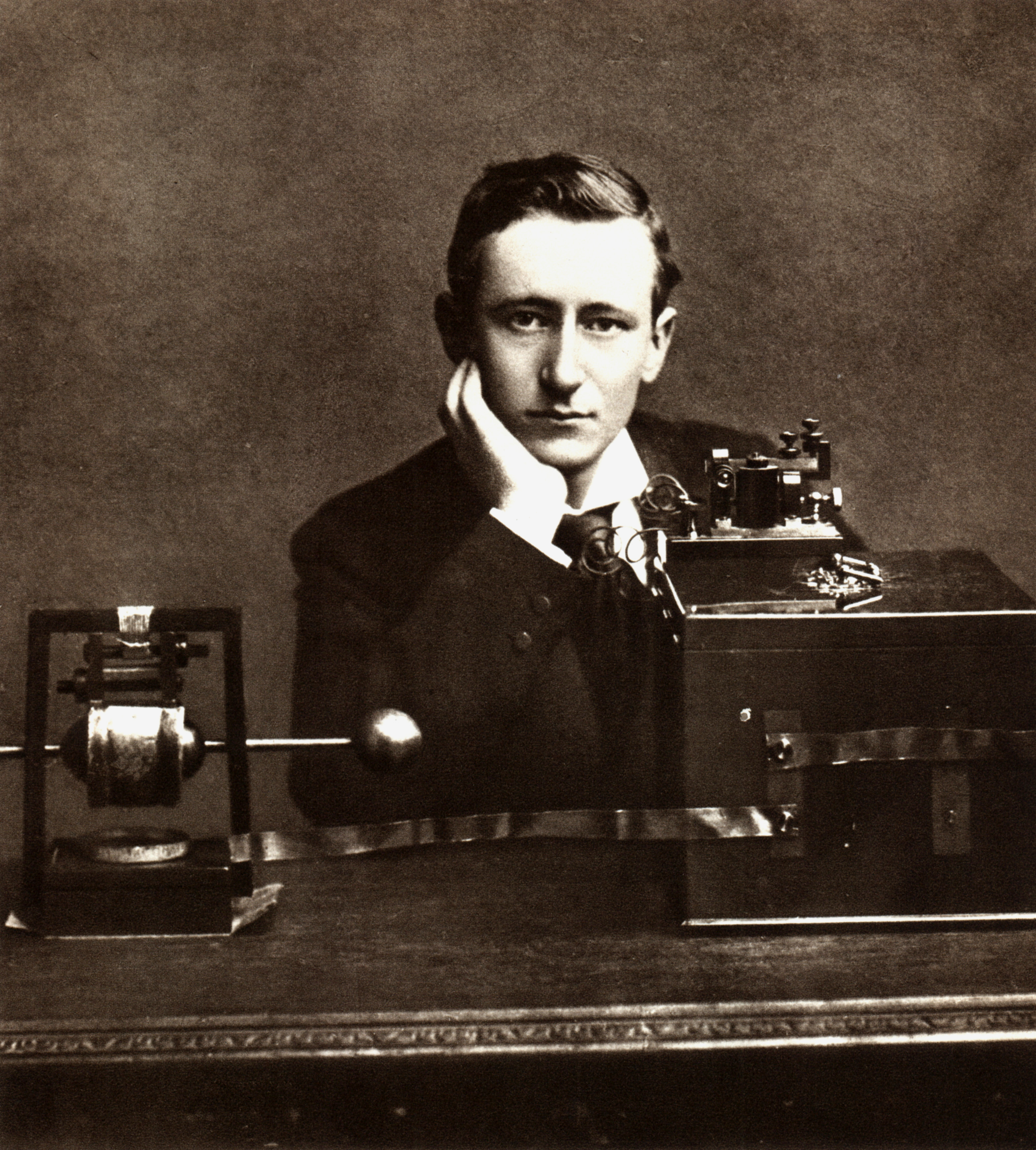
Guglielmo Marconi

Dopo la sua costruzione alla fine del 1800 e all'inizio del 1900, il Forte Spuria fu incluso nell'elenco dei "semafori" del Regno d'Italia. Nel 1903, vi fu installata la prima stazione radiotelegrafica della Sicilia, che nel 1906 attirò l'attenzione di Guglielmo Marconi, che lo visitò l'8 dicembre di quell'anno. Grazie alla sua potenza di segnale, la stazione era in grado di comunicare con quella di Monte Mario a Roma. Rimase operativa fino agli anni '70, sotto la gestione della Marina Militare, prima di essere dismessa a causa dell'evoluzione tecnologica.

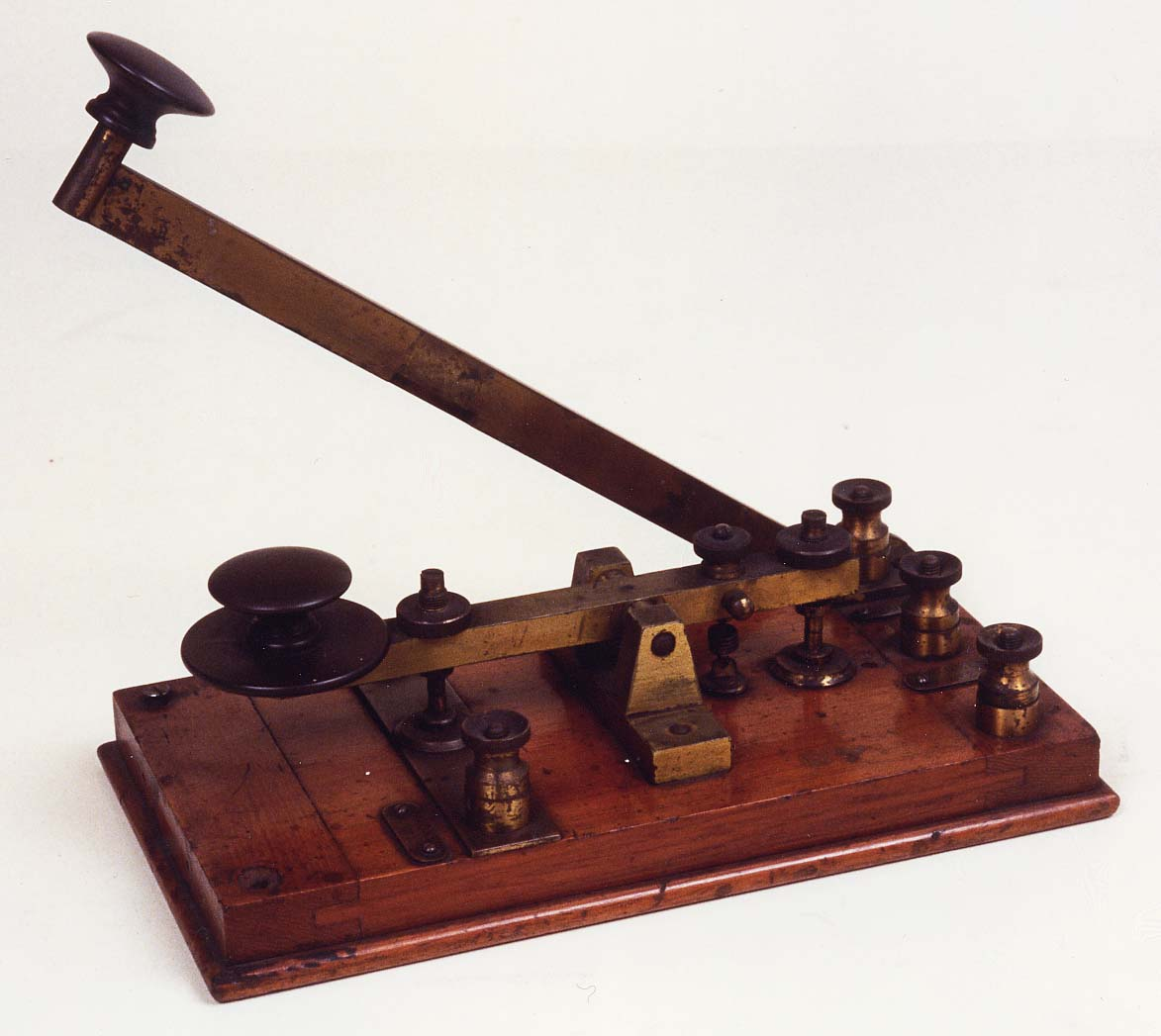
Tasto telegrafico di Morse per stazione radiotelegrafica della Marconi Wireless Telegraph Company, questo modello o uno simile probabilmente è stato utilizzato nel Forte Spuria.

Negli ultimi anni sono state proposte diverse iniziative per riqualificare il sito del semaforo, che ha un'importanza significativa per la città di Messina. Quest'ultima, infatti, ha manifestato interesse per l'acquisto dell'ex struttura militare, al fine di valorizzare e preservare questo importante patrimonio storico.